# Architettura guidata dal modello
In ingegneria del software, L'architettura guidata dal modello o model-driven architecture (MDA) è un approccio di progettazione software per lo sviluppo di sistemi software. Nello specifico, si tratta di una famiglia di standard correlati in cui la realizzazione di modelli possa essere considerata parte del processo di implementazione.
Questi standard furono lanciati nel 2001 dall'Object Management Group (OMG).
La MDA è progettata per supportare model-driven engineering dei sistemi software. Essa fornisce un insieme di linee guida per strutturare specifiche espresse tramite un modello. Usando la metodologia MDA, la funzionalità del sistema può inizialmente essere definita come un platform-independent model (PIM) attraverso un appropriato Domain Specific Language (linguaggio specifico di dominio).